# Казаков, Максим Игоревич
Макси́м И́горевич Казако́в (укр. Максим Ігорович Казаков; род. 6 февраля 1996, Киев) — украинский футболист, полузащитник клуба «Колос» (Ковалёвка).

## Биография
Воспитанник ДЮСШ киевского «Динамо», первый тренер — Ю. А. Лень. В 15-летнем возрасте перешёл в школу киевского «Арсенала», где поначалу выступал в детско-юношеских соревнованиях, а осенью 2013 года начал привлекаться к матчам дубля. Всего за «Арсенал» провёл 6 матчей в первенстве дублёров. В начале 2014 года после расформирования «Арсенала» вернулся в «Динамо». Провёл в команде на этот раз четыре с половиной сезона, но выступал только за дубль, одно время был его капитаном. Всего за молодёжный состав «Динамо» сыграл 105 матчей и забил 4 гола в первенстве дублёров. Победитель молодёжного чемпионата Украины 2015/16 и 2016/17.
Летом 2018 года перешёл в луганскую «Зарю». Дебютный матч в высшей лиге Украины сыграл 2 сентября 2018 года против киевского «Арсенала», заменив на 57-й минуте Василия Прийму. Всего в сезоне 2018/19 сыграл 3 матча в высшей лиге и одну игру в 1/4 финала Кубка Украины. В сезоне 2019/20 также заявлен за «Зарю», но по состоянию на май 2020 год не сыграл ни одного матча.
В 2015 году единственный раз сыграл за юношескую сборную Украины (до 19 лет) в товарищеском матче против сверстников из Грузии.